# Thomas Hammond (Politiker)
Thomas Hammond (* 27. Februar 1843 in Fitchburg, Massachusetts; † 21. September 1909 in Hammond, Indiana) war ein US-amerikanischer Politiker. Zwischen 1893 und 1895 vertrat er den Bundesstaat Indiana im US-Repräsentantenhaus.

## Werdegang
Thomas Hammond besuchte die öffentlichen Schulen seiner Heimat und arbeitete danach als Schreiner und Vertragsarbeiter. Im Jahr 1864 zog er nach Detroit in Michigan, wo er im Fleischereigeschäft tätig wurde. 1876 ließ er sich in Hammond (Indiana) nieder. Zwischen 1888 und 1893 war er Bürgermeister dieser Stadt; außerdem stieg er in das Bankgewerbe ein. Zwischen 1892 und 1907 war er Präsident der Commercial Bank of Hammond.
Politisch gehörte Hammond der Demokratischen Partei an. Bei den Kongresswahlen des Jahres 1892 wurde er im zehnten Wahlbezirk von Indiana in das US-Repräsentantenhaus in Washington, D.C. gewählt, wo er am 4. März 1893 die Nachfolge von David H. Patton antrat. Da er im Jahr 1894 auf eine erneute Kandidatur verzichtete, konnte er bis zum 3. März 1895 nur eine Legislaturperiode im Kongress absolvieren. Nach seinem Ausscheiden aus dem US-Repräsentantenhaus nahm Hammond seine früheren Tätigkeiten wieder auf. Außerdem stieg er auch in das Immobiliengeschäft ein. Er war auch Mitglied des Stadtrats von Hammond und des dortigen Polizeiausschusses. In dieser Stadt starb er am 21. September 1909.